# Coon Valley, Wisconsin
Coon Valley là một làng thuộc quận Vernon, tiểu bang Wisconsin, Hoa Kỳ. Năm 2006, dân số của làng này là 714 người.